# Bostens
Bostens település Franciaországban, Landes megyében. Lakosainak száma 205 fő (2022. január 1.). Bostens Pouydesseaux, Gaillères és Lucbardez-et-Bargues községekkel határos.

## Népesség
A település népességének változása:
| Lakosok száma | 131  | 100  | 149  | 162  | 176  | 192  | 201  | 211  | 209  | 205  |
|               | 1968 | 1982 | 1990 | 2006 | 2013 | 2015 | 2017 | 2019 | 2020 | 2022 |